# Heinrich Carl Schubert

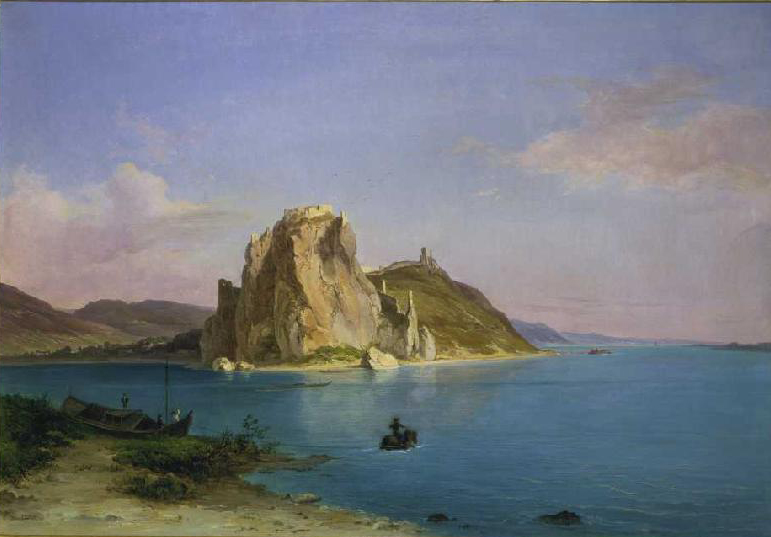
Thebener Kogel

Heinrich Carl Schubert (* 23. Juli 1827 in Wien; † 12. Februar 1897 ebenda) war ein österreichischer Landschafts- und Blumenmaler sowie Zeichenlehrer.

## Leben und Wirken
Den ersten Malunterricht erhielt er bei seinem Vater, dem Maler Karl Schubert. Danach studierte er von 1841 bis 1850 an der Akademie der Bildenden Künste Wien bei Thomas Ender und Franz Steinfeld. Er begleitete seine Professoren auf Studienreisen.
Nach dem Studium beschäftigte er sich hauptsächlich mit der Landschaftsmalerei, anfangs in Öl und ab etwa 1860 in Aquarell. Um 1870 widmete er sich der Blumenmalerei. 
Leopoldine Fürstin Pálffy bestellte bei ihm eine Serie von Aquarell-Landschaften. Für Melanie Gräfin Metternich-Zichy (1832–1919) schuf er nach Vorlagen zehn Bilder aus Mexiko. 
Ab 1875 wurde er als Zeichenlehrer des Prinzen Ferdinand von Sachsen-Coburg und Gotha (1861–1948), des späteren Fürsten und Zaren von Bulgarien, angestellt. Er begleitete den Prinzen auf einer Reise durch Bulgarien. 
Schubert war von 1868 bis 1877 Mitglied der Genossenschaft der bildenden Künstler Österreichs (Künstlerhaus).